# Darwin J. Flakoll
Darwin J. Flakoll, también conocido como «Bud» J. Flakoll (Wendte, Dakota del Sur; 20 de febrero de 1923-Managua, 15 de abril de 1995) fue un periodista, hispanista, escritor y traductor estadounidense.

## Biografía
Sus padres, Arthur Andrew Flakoll y Alma Austin, de origen noruego, dirigían una pequeña escuela rural en Dakota del Sur; su amistad entonces con el nieto de Toro Sentado le sirvió para escribir con perspectiva indígena ya de mayor. Su familia emigró a San Diego, California durante la Gran depresión. Se graduó en la Universidad Estatal de San Diego y ejerció como periodista. Se alistó en la Marina durante la Segunda Guerra Mundial y sirvió en destructores del Atlántico y del Pacífico. Al acabar la guerra se matriculó en la Universidad George Washington para cursar una maestría en Historia y conoció a la poetisa nicaragüense-salvadoreña Claribel Alegría, con la que se casó y coescribió numerosas obras.
Ambos tradujeron la antología del boom latinoamericano New Voices of Hispanic America publicada en Boston por Beacon Press en 1962 en la que dieron a conocer al público anglosajón esa importante constelación de autores: Julio Cortázar, Mario Benedetti y Mario Vargas Llosa, entre muchos otros. En 1966 publicaron Cenizas de Izalco, finalista del premio Biblioteca Breve en 1964, donde se denuncia la masacre salvadoreña por vez primera. Luego coescribieron reportajes como Death of Somoza, sobre los últimos días del dictador Anastasio Somoza; Tunnel to Canto Grande: The Story of the Most Daring Prison Escape in Latin American History, On the Front Line: Guerilla Poems of El Salvador y numerosas traducciones conjuntas de poesía sobre todo.

## Obras

### Obras conClaribel Alegría
- 1962: New Voices of Hispanic America (antología), Beacon Press, Boston.
- 1966: Cenizas de Izalco (novela), Edit. Seix Barral, Barcelona. Este libro fue finalista en el concurso de novela Biblioteca Breve, Seix Barral en 1964. (Publicado por Ministerio de la Educación, El Salvador, 1976, [6 ediciones]. Publicado por EDUCA, San José, Costa Rica, 1982 [2 ediciones]. Publicado por UCA, San Salvador, 1987 [3 ediciones]). Ha sido libro de texto de secundario desde 1977.
- 1980: La Encrucijada Salvadoreña (ensayo), Edit. CIDOB, Barcelona.
- 1982: NICARAGUA: la revolución sandinista (historia- testimonio), Edit. ERA, México, D. F.
- 1983: No me agarran viva (testimonio), Edit. ERA, México [3 ediciones]. (También Edit. UCA, San Salvador, 1987 [2 ediciones]).
- 1987: They won’t take me alive, The Women’s Press, England
- 1984: Para romper el silencio (testimonio), Edit. ERA, México.
- 1989: Ashes of Izalco (novela), Curbstone Press, USA.
- 1990: On the front line (antología de poesía guerrillera, editado y traducido con D.J. Flakoll), Curbstone Press, USA.
- 1992: Fuga de Canto Grande, (testimonio) Edit. UCA. San Salvador.
- 1993: Somoza, Expediente Cerrado, Edit. El Gato Negro, Managua, Nicaragua, julio de 1993. / 2.ª edición: Edit. Ko'eyu, Caracas, Venezuela, octubre de 1993.
- 1996: Death of Somoza (testimonio) Curbstone Press, U.S.A.
- 1996: Tunnel to Canto Grande (testimonio) Curbstone Press.
- 1997: Túnel de Canto Grande, edición japonesa
- 2004: reedición de Nicaragua: la Revolución sandinista, por ANAMA, Managua.

### Traducciones realizadas con Claribel Alegría
- 1967: The Cyclone (novela de Miguel Ángel Asturias), Peter Owen, Ltd., London.
- 1969: El Hereje (obra teatral en verso de Morris West), Edit. Pomaire, Barcelona.
- 1969: Unstill Life (antología de poesía latinoamericana editada por Mario Benedetti), Harcourt, Brace & World, New York.
- 1982: Cien poemas de Robert Graves (antología poética), Edit. Lúmen, Barcelona. (2.ª edición 1984).
- 1983: Nuevas voces de Norteamérica (antología poética), Edit. Plaza y Janes, Barcelona.
- 1985: Viva Sandino (ensayo de Carlos Fonseca), Edit. Vanguardia, Managua.
- 1989: Nuestra pequeña región de por aquí: Política de Seguridad de los Estados Unidos (ensayo de Noam Chomsky), Edit. Nueva Nicaragua, Managua.
- 1989: La sonrisa del jaguar (ensayo de Salman Rushdie), Edit. Vanguardia, Managua.